# Alepes djedaba
Alepes djedaba es una especie de peces de la familia Carangidae en el orden de los Perciformes.

## Morfología
Los machos pueden llegar alcanzar los 40 cm de longitud total.

## Distribución geográfica
Se encuentra desde el Mar Rojo y el África Oriental hasta las Hawái, Japón y Australia. Se ha establecido en el Mediterráneo oriental a través del Canal de Suez.